# Laly Soldevila
Laly Soldevila és el nom artístic de l'actriu catalana Eulàlia Soldevila i Vall (Barcelona, 25 de juliol de 1933 - Madrid, 12 de setembre de 1979).

## Biografia
Estudià a l'Institut del Teatre i continuà la formació al TEU (Teatro Español Universitario) i a la Universitat de les Nacions a París. Marxà a viure a Madrid el 1957 i, sent molt jove, va començar la carrera al teatre, on va obtenir grans triomfs en obres com ara La Celestina, La carroza de plomo candente (Premi Fotogramas de Plata), El realquilado, la revista Te espero en el Eslava, Las criadas, on actuà amb una esgarrifosa duresa, i Sabor a miel.
Amb una veu molt característica, es va fer popular pels seus papers cinematogràfics, on va mostrar la seua vis còmica, encara que va interpretar igualment molts papers dramàtics. Entre la vuitantena de pel·lícules on va treballar es poden destacar La gran familia, ¡Vivan los novios! (un dels seus papers més recordats), El espíritu de la colmena i L'escopeta nacional. En la majoria de les seves interpretacions cinematogràfiques representà el paper d'una dona apocada, però plena d'humanitat. En televisió, treballà juntament amb Julia Martínez a la sèrie La casa de los Martínez (1967-1971) i aparegué en un anunci molt famós de detergents en el paper de la "Tia Felisa".
Va morir de càncer el 12 de setembre de 1979, als 46 anys, i està soterrada al Cementiri Sur de Madrid.

## Teatre
- 1948, juny. Música en la noche, de John P. Priestley.
- 1950, gener. El zoo de cristal, de Tennessee Williams, pel Teatre de Cambra de Barcelona.
- 1950, 13 febrer. Los mal amados, de François Mauriac. Estrenada al Teatre Romea de Barcelona, pel Teatre de Cambra de Barcelona, amb direcció d'Antonio de Cabo i Rafael Richart.
- 1950, novembre. Les vinyes del Priorat, de Josep Maria de Sagarra, al teatre Romea.
- 1953. El caballero de Olmedo, pel Teatre de Cambra de Barcelona. Estrenada al teatre Romea.
- 1954. Los padres terribles, de Jean Cocteau, pel Teatre de Cambra de Barcelona.

## Pel·lícules
- Tres de la Cruz Roja (1961), de Fernando Palacios
- La Gran Familia (1962), de Fernando Palacios
- Los felices 60 (1963), de Jaime Camino
- La Tía Tula (1963), de Manuel Picazo
- El arte de casarse i El arte de no casarse (1966) de J. Font i Espina i J.Feliu
- La Revoltosa (1964), de José Díaz Morales
- No somos de piedra (1968), de Manuel Summers
- L'advocat, el batlle i el notari (1969), de J. Font i Espina
- ¡Vivan los Novios! (1969), de Luis G. Berlanga
- El Espíritu de la Colmena (1973), de Víctor Erice
- Los viajes escolares (1974), de Jaime Chávarri
- Las marginadas (1974), d'Ignasi F. Iquino
- Tocata y fuga de Lolita (1974), d'Antonio Drove
- L'escopeta nacional (1977), de Luis G. Berlanga
- Sonámbulos (1977), de Manuel Gutiérrez Aragón